# 立川雲水
立川 雲水（たてかわ うんすい、本名＝矢野 究、1970年3月31日 - ）は、落語立川流の落語家。家元・上納金制度廃止後の一定期間、理事を務めた。
出囃子は『自転車節』。立川流ではあるが上方落語をしゃべる。趣味はスポーツ観戦、折り紙。
大阪府八尾市生まれ、徳島県阿南市を経て、兵庫県神戸市出身。兵庫県立北須磨高校卒業。

## 経歴
- 1988年11月 - 7代目立川談志に入門。「立川志雲」
- 1997年3月 - 二つ目昇進。
- 2009年12月 - 真打に昇進し、「雲水」と改名。